# Capela de Zorzor
A Capela de Zorzor (em armênio/arménio: Ձորձոր; romaniz.: Jorjor) é um monastério armênio situado na província iraniana do Azerbaijão Ocidental. O monastério alcançou seu apogeu no século XIV sendo destruído no século XVII por Abas I foi quem decidiu deportar aos armênios estabelecidos na região.
A Capela de Santa Maria de Deus (Surb Astvatsatsin) é o único vestígio do monastério que permanece em pé. A construção da capela cruciforme está coroada por uma cúpula.
Em 6 de julho de 2008 foi incluído na lista do Patrimônio da Humanidade pela Unesco.
| Imagem: Conjuntos Monásticos Arménios no Irão | A Capela de Zorzor está incluída no sítio "Conjuntos Monásticos Arménios no Irão", Património Mundial da UNESCO. |  |